# Raidlgraben
Der Raidlgraben ist ein kleines Nebental des Fritztals im österreichischen Bundesland Salzburg.
Der Raidlgraben – Bach und Talung haben denselben Namen – entspringt am Hochgründeck (1827 m ü. A.) auf etwa 1600 Meter. Er trennt dann den Grat des Breitspitz im Osten vom Rücken des Buchbergs im Westen, und die Bischofshofener Ortschaften Winkl und Alpfahrt. Westlich von Pöham mündet der Bach nach etwa 6 Kilometern auf 592 m ü. A. von links in den Fritzbach.
Den unteren Grabenabschnitt führt ein Forstweg entlang, der obere Abschnitt ist unwegsam, doch queren einige Forstwege.
Der Raidlgraben ist besonders als Mineralienfundstelle bekannt.
Das Hochgründeck gehört zur Grauwackenzone, mittel- bis altpaläozoische Schiefergesteine, 300–500 Millionen Jahre alt, die sich hier als nurmehr schmaler Streifen zwischen Zentral- und Kalkalpen einschieben. Ab einer Linie Bischofshofen nach Alpfahrt gehört der Bergfuß aber schon zu den Werfener Schichten, die das Grundgebirge der Kalkalpen darstellen. Diese Übergangszone gilt als besonders rohstoff- und mineralienreich (zwischen Mühlbach und Hüttau wurde über Jahrhunderte Kupfer abgebaut). Hier im Raidlgraben befinden sich gute Fundstellen für Lazulith (Blauspat), ein Magnesium-Aluminium-Phosphat, das normalerweise blass blau bis grün durchscheinend ist, hier aber in einer strahlend hellblauen Varietät geborgen werden kann.
Die Fundstelle ist seit alters her bekannt, schon 1842 berichtet beispielsweise das Carolino Augusteum darüber.
Neben anderen Mineralien wurden auch Quarzkristalle mit besonderen Einschlüssen gefunden.
Im frühen 19. Jahrhundert (belegt 1820) wurde hier auch kleinräumig Gips abgebaut.